# Söderfjärden (vid Lökholm, Nagu)
För andra betydelser, se Söderfjärden (olika betydelser).
Söderfjärden är en fjärd i Finland. Den ligger i kommunen Pargas stad i landskapet Egentliga Finland, i den södra delen av landet, 170 km väster om huvudstaden Helsingfors.